# عمر بن محمد اليافي
عمر بن محمد اليافي، شاعر فلسطيني ولد في يافا عام 1173 هجري ثم رحل إلى مصر، ثم عاد إلى غزة واستقر في دمشق. عاش حياة الأديب الصوفي، وأصدر عددا من الديوانات وألّف رسائل وبحوث. توفي في دمشق عام 1233 هجري.

## السيرة الذاتية
ولد الشاعر الفلسطيني عمر بي محمد اليافي في يافا عام 1173 هجري ثم رحل إلى مصر، ثم عاد إلى غزة وتجول في الشام والحجاز، ثم استقر في دمشق. درس على يد مشاهير شيوخ زمانه في وطنه، وفي مصر والشام أخذ عن أئمة العلم الديني فيهما، وعاش حياة الأديب الصوفي الشاعر، وأصدر عددا من الديوانات وألّف رسائل وبحوث. عاشر ٥ سلاطين عثمانين هم: السلطان مصطفى الثالث، السلطان عبدالحميد الأول، السلطان سليم الثالث، السلطان مصطفى الرابع والسلطان محمود الثاني. بقي الشيخ عمر يدرس علوم الدين ويقيم جلسات صوفية حتى توفي في دمشق عام 1233 هجري. من أشعاره: «ديوان اليافي» و «الديوان الصغير».

## أعمال الكاتب[5]

### الأشعار
- ديوان اليافي.[6]
- مجموع اليافي.
- سفينة اليافي.

### أعمال أخرى[7]
- رسالة بعنوان «مراعاة حق الوالدين».
- رسالة في الذكر (بهو وآه وها).
- رسالة في باء البسملة.

- رسالة في قطع النزاع في الرد على من اعترض على العارف النابلسي في إباحة السماع.
- رسالة في الجواب على سؤال: هل الآخرة دار تكليف.
- رسالة في النهي عن استخدام غير المسلمين في الأعمال.
- رسالة إلى أحد الحكام في التشديد على السارق إذا أنكر التهمة.